# تلو تلو (ئی‌پی)
تلو تلو (به انگلیسی: Stagger) پنجمین آلبوم چندآهنگهٔ خواننده-ترانه‌پرداز آمریکایی پاپی می‌باشد در ۱۴ اکتبر سال ۲۰۲۲ از سوی ریپابلیک و لاوا منتشر گردید.